# Sanmon

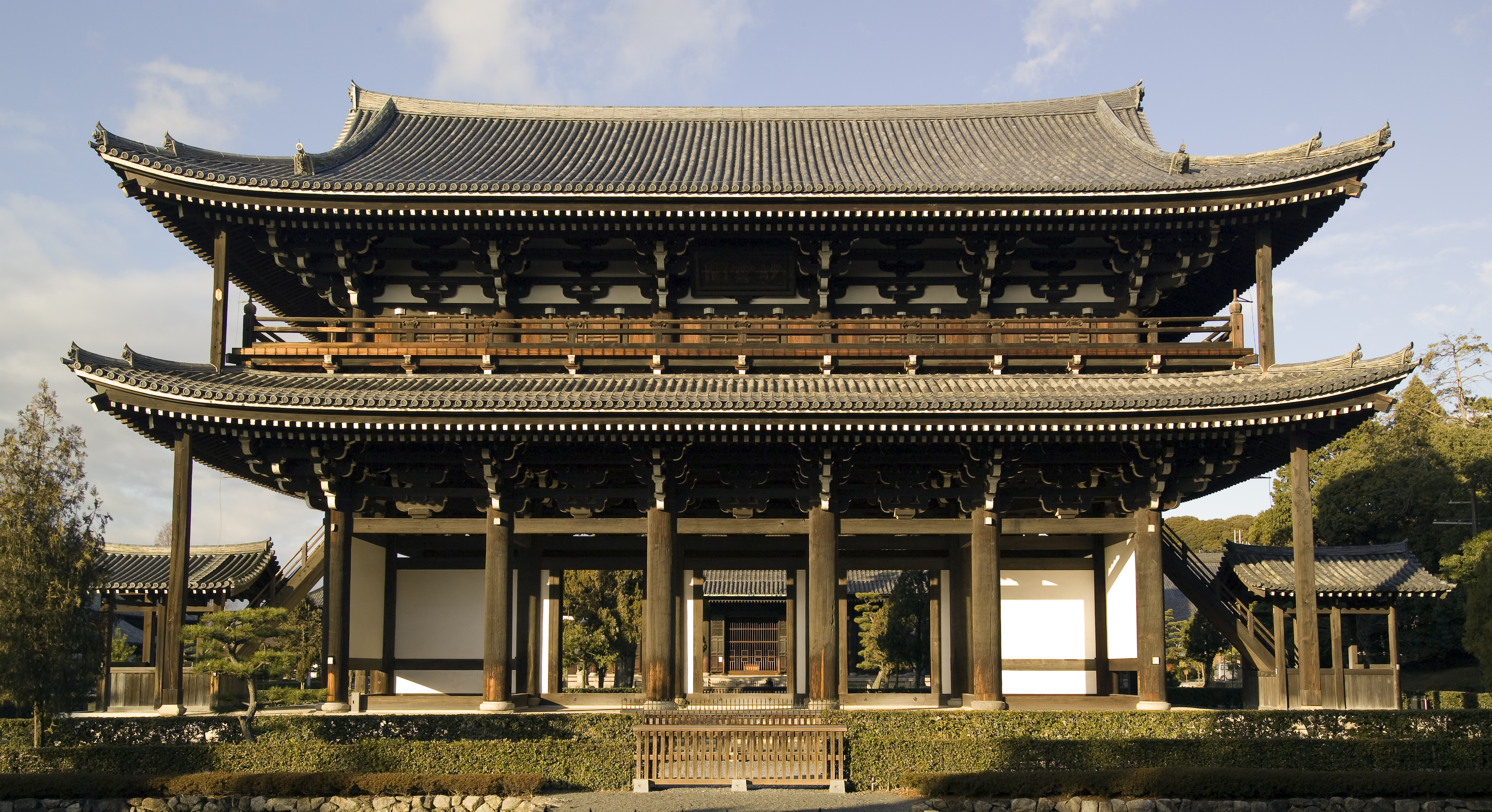
Sanmon de Tōfuku-ji (Tesoro Nacional de Japón)

Un sanmon (三門 o 山門), también llamado sangedatsumon (三解脱門 - puerta de las tres liberaciones), es la puerta más importante de un templo japonés budista Zen, y es parte del Zen Shichidō garan, el grupo de edificios que forma el corazón de un templo budista zen. Sin embargo, a menudo también se encuentran en los templos de otras denominaciones. La mayoría de los sanmon son de dos o tres bahías nijūmon (un tipo de puerta de dos pisos), pero el nombre por sí mismo no implica ninguna arquitectura específica.

## Posición, función y estructura

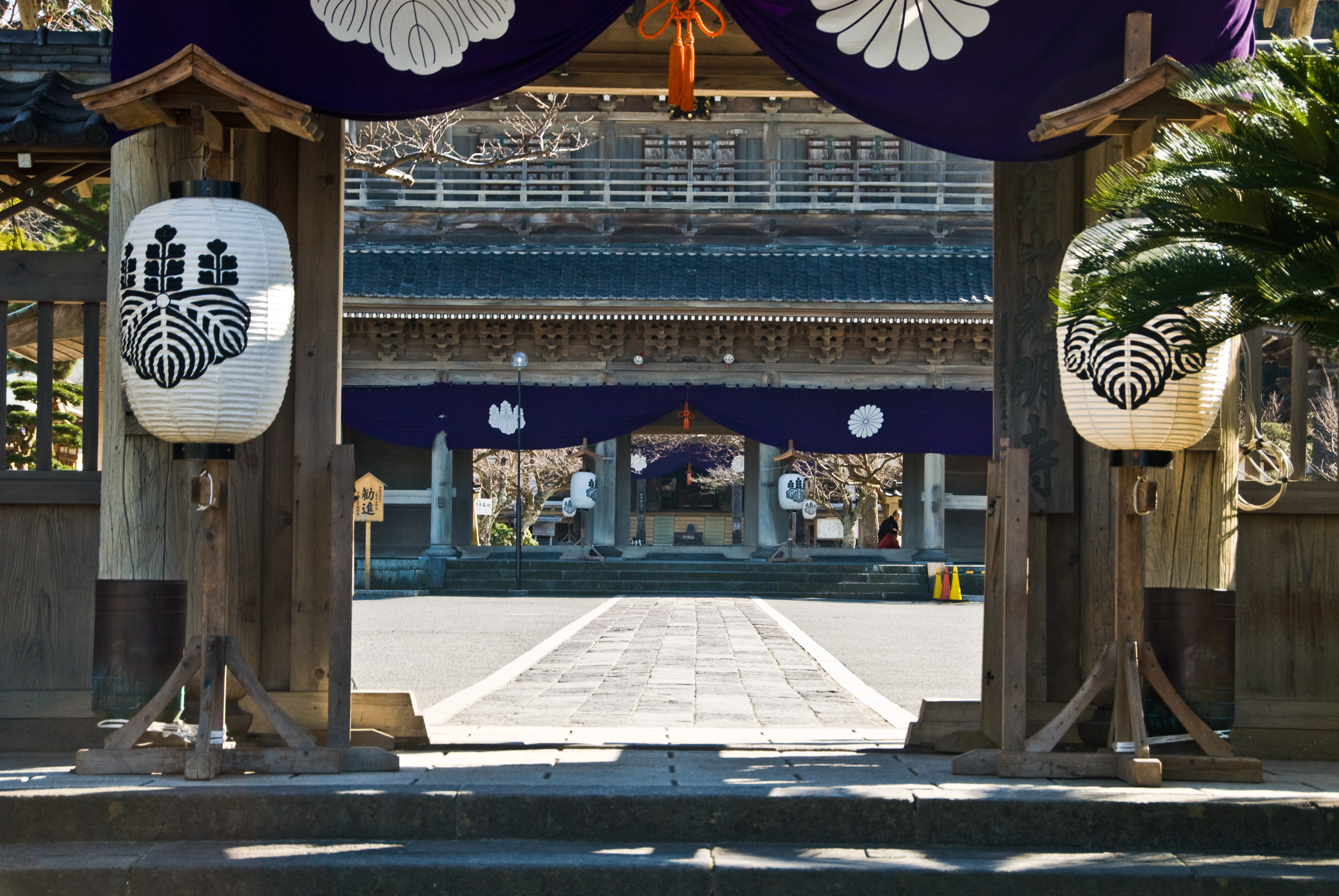
Un sanmon Visto a través de su sōmon, (puerta exterior)

A pesar de su importancia, el sanmon no es la primera puerta del templo, y de hecho generalmente se interpone entre el sōmon (puerta exterior) y el butsuden (lit. «Salón de Buda», es decir, la sala principal). Se utiliza para ser conectado a una estructura tipo pórtico llamada kairō (廻廊), Que, sin embargo, desapareció gradualmente durante el período Muromachi, siendo reemplazado por el sanrō (山廊), Un pequeño edificio presente en ambos lados de la puerta y que contiene una escalera al segundo piso de la puerta.
El tamaño del sanmon es un indicador del estatus de un templo Zen. Estructuralmente, el sanmon de un templo de primer rango como Nanzen-ji en Kioto es una bahía 5x2 de dos pisos, con tres puertas de entrada. Sus tres puertas se llaman kūmon (空門 - puerta del vacío), musōmon (無相門 - puerta sin forma) y muganmon (無願門 - puerta de la inacción) y simbolizan las tres puertas hacia la iluminación o satori. Entrando, los peregrinos pueden simbólicamente liberarse de las tres pasiones de ton (貪 - codicia), la shin (瞋 - odio), y el chi (癡 - locura). El hecho de que el sanmon tenga entradas, pero no puertas, y, por lo tanto, no se puede cerrar, hace hincapié en su función puramente simbólico como un límite entre lo sagrado y lo profano.
Un templo de segundo rango tendrá una bahía 3x2 de dos pisos y una única puerta de entrada. El segundo piso de un templo de primer o segundo rango por lo general contiene estatuas de Shakyamuni o de la diosa Kannon, y del 16 Rakan y huéspedes de ceremonias religiosas periódicas. Los compartimientos laterales del sanmon de los dos primeros rangos también pueden tener estatuas de la casa del Niō, guardias que están a cargo de repeler el mal.
Un templo de tercer rango tendrá un solo piso, una bahía de 1x2, y una única puerta de entrada.

### Los tres rangos de unsanmon

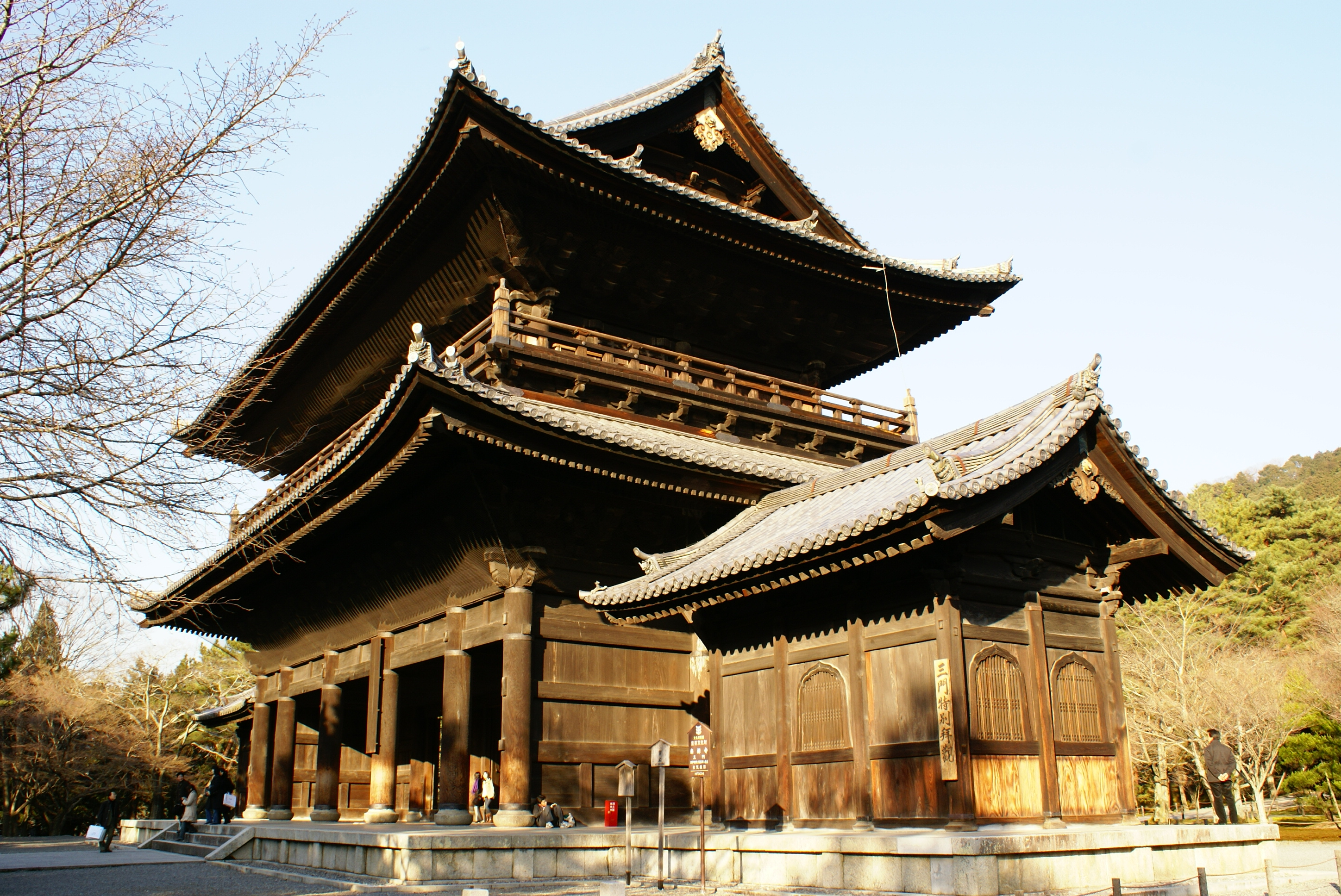
Un sanmon de alto rango y cinco bahías en Nanzen-ji. Nótese el sanrō.
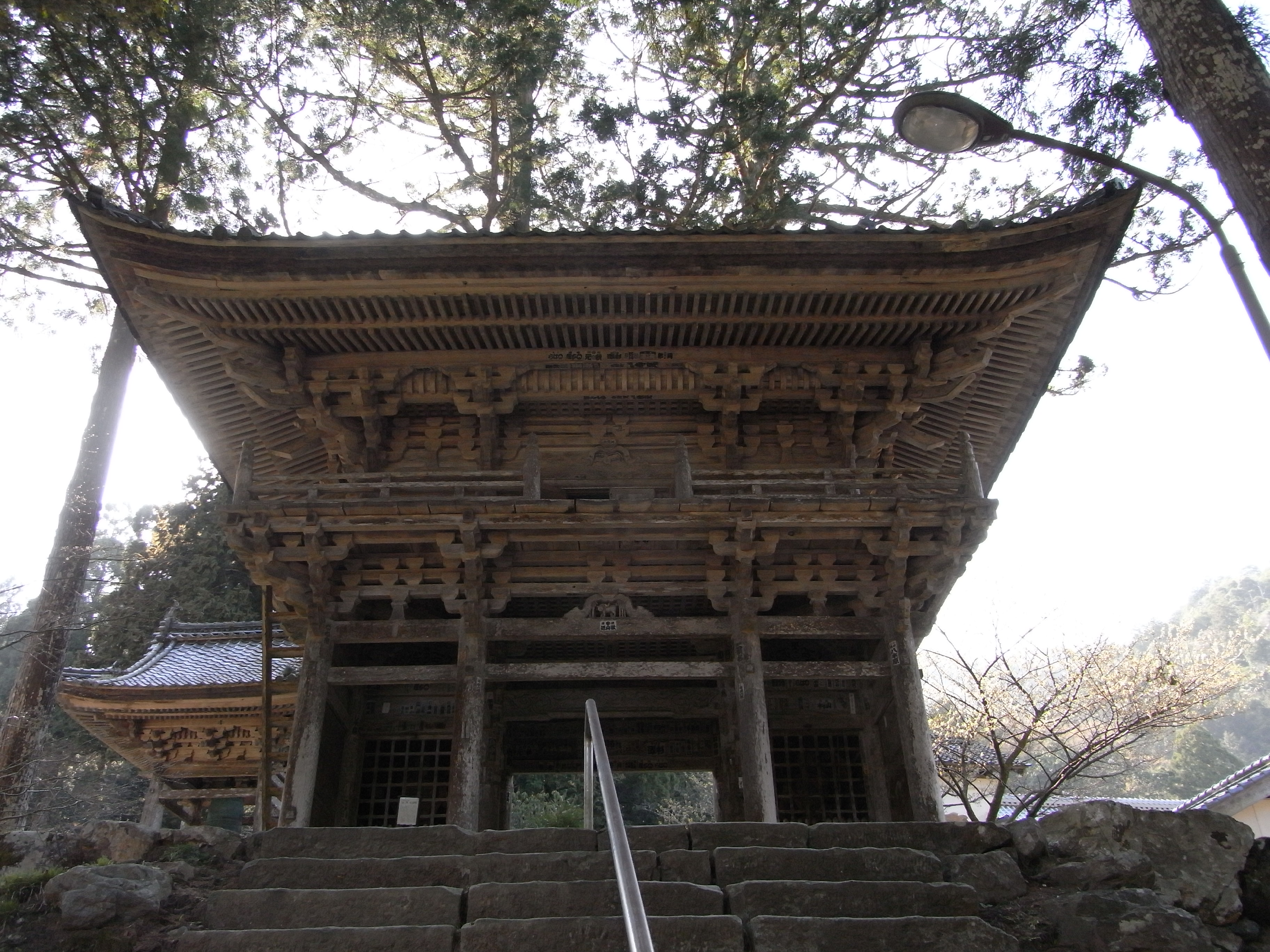
Un sanmon de medio rango y tres bahías en Myōtsū-ji, Prefectura de Fukui
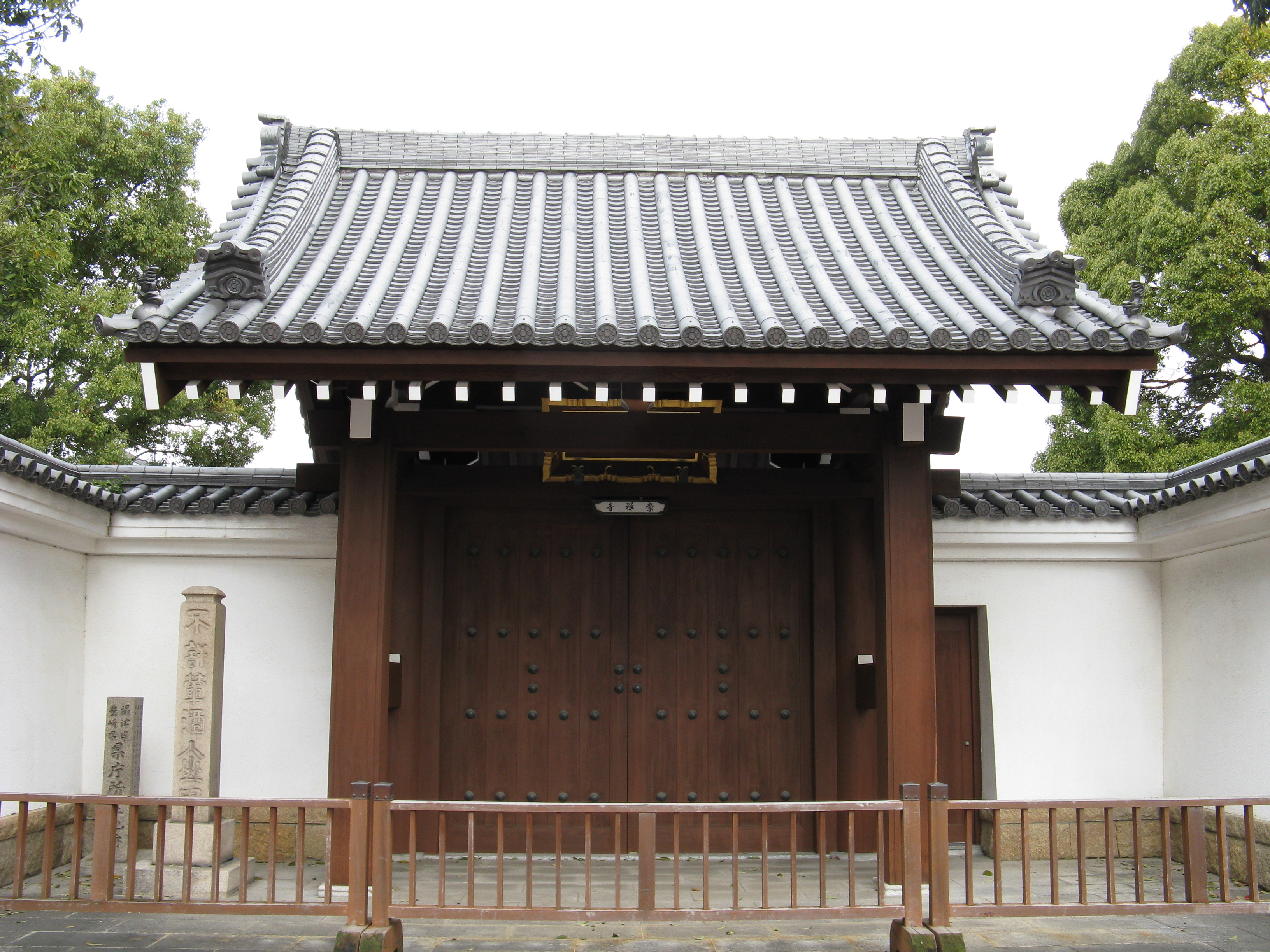
Un sanmon de bajo rango en Sozen-ji in Osaka

### El segundo piso de unsanmon
Algunas imágenes del sanmon de Kōmyō-ji in Kamakura, Prefectura de Kanagawa. It is a high rank sanmon de la secta Jōdo, el más grande de la región Kantō.

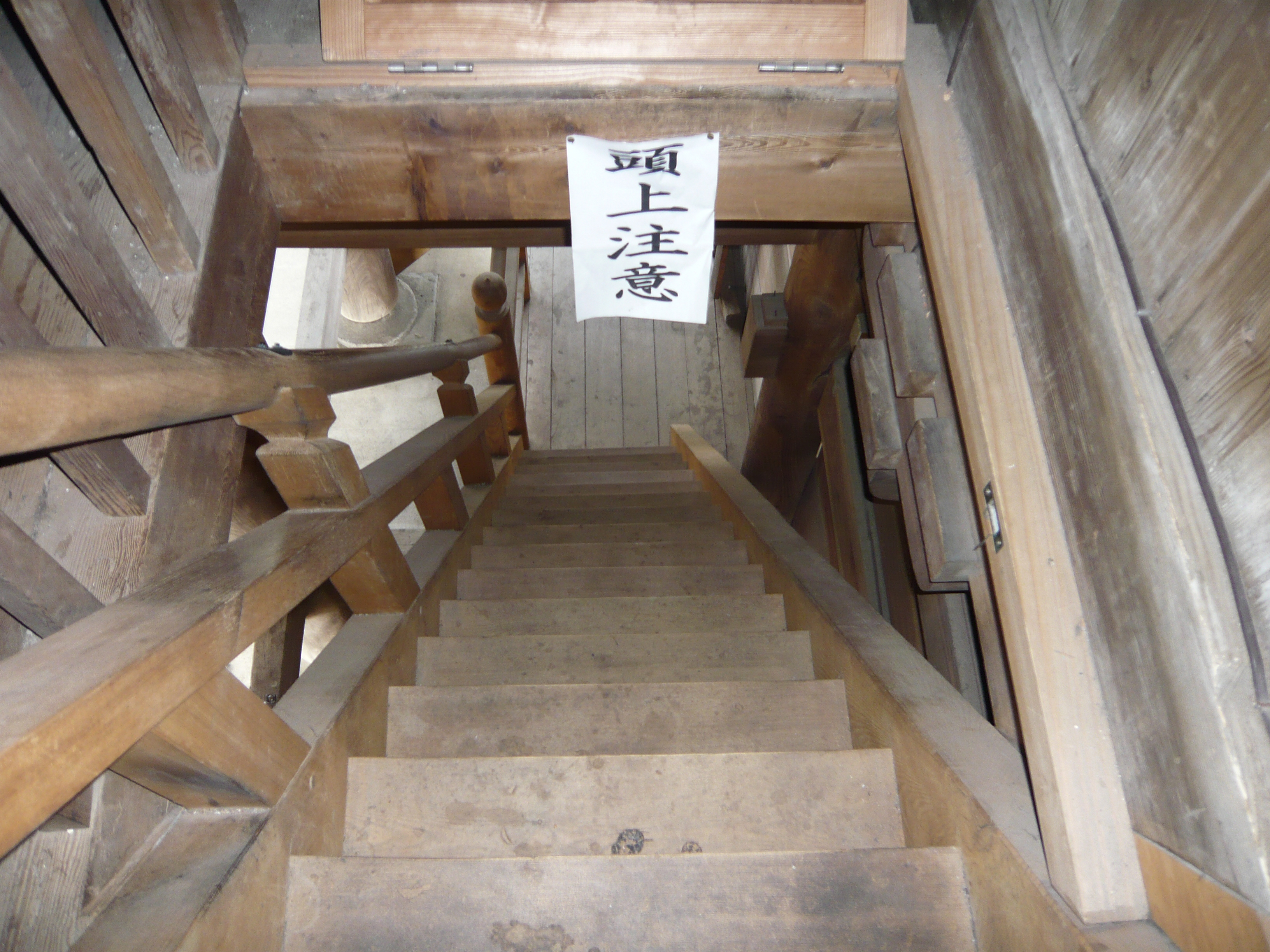
Las escaleras al segundo piso
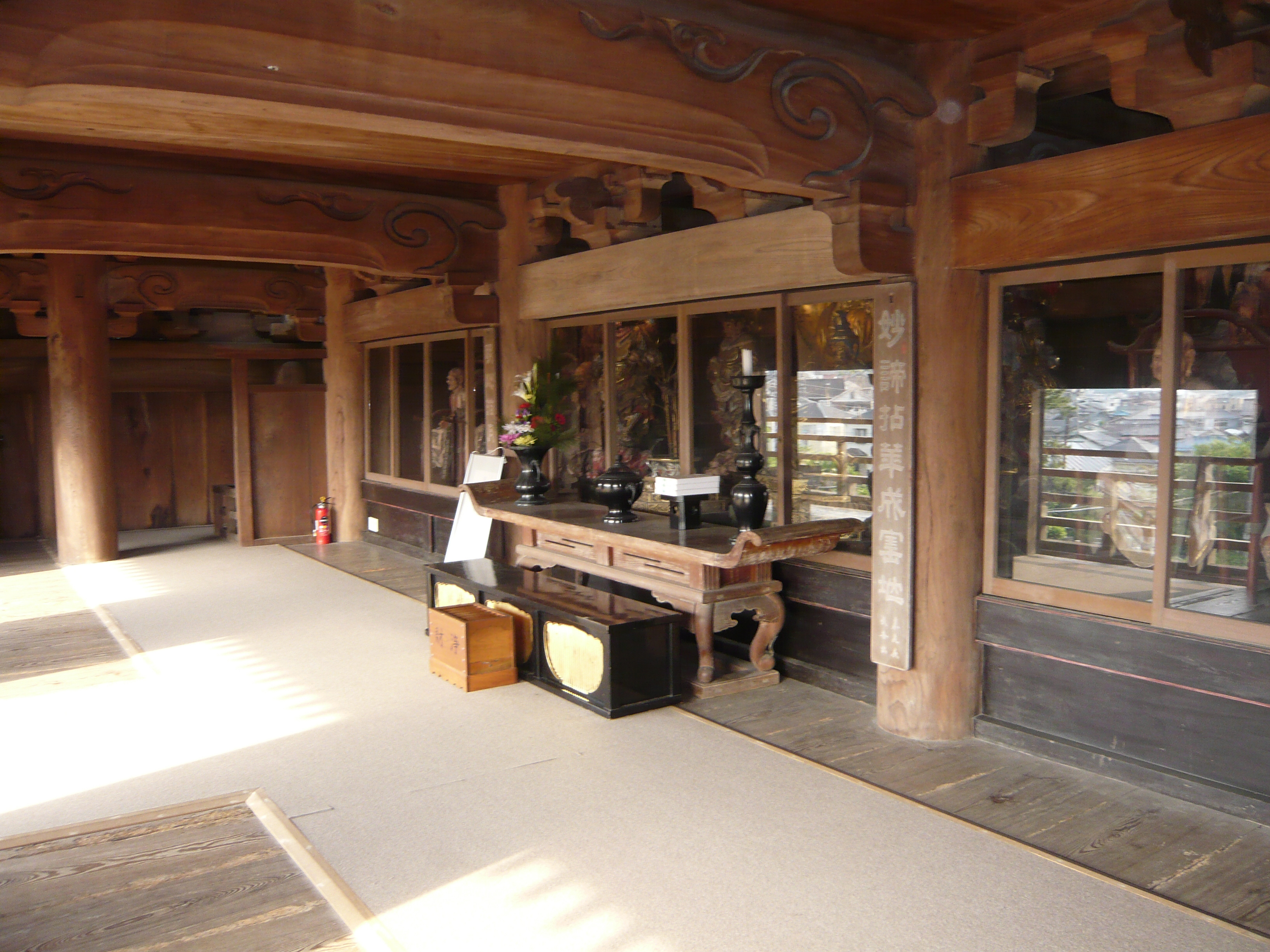
El segundo piso
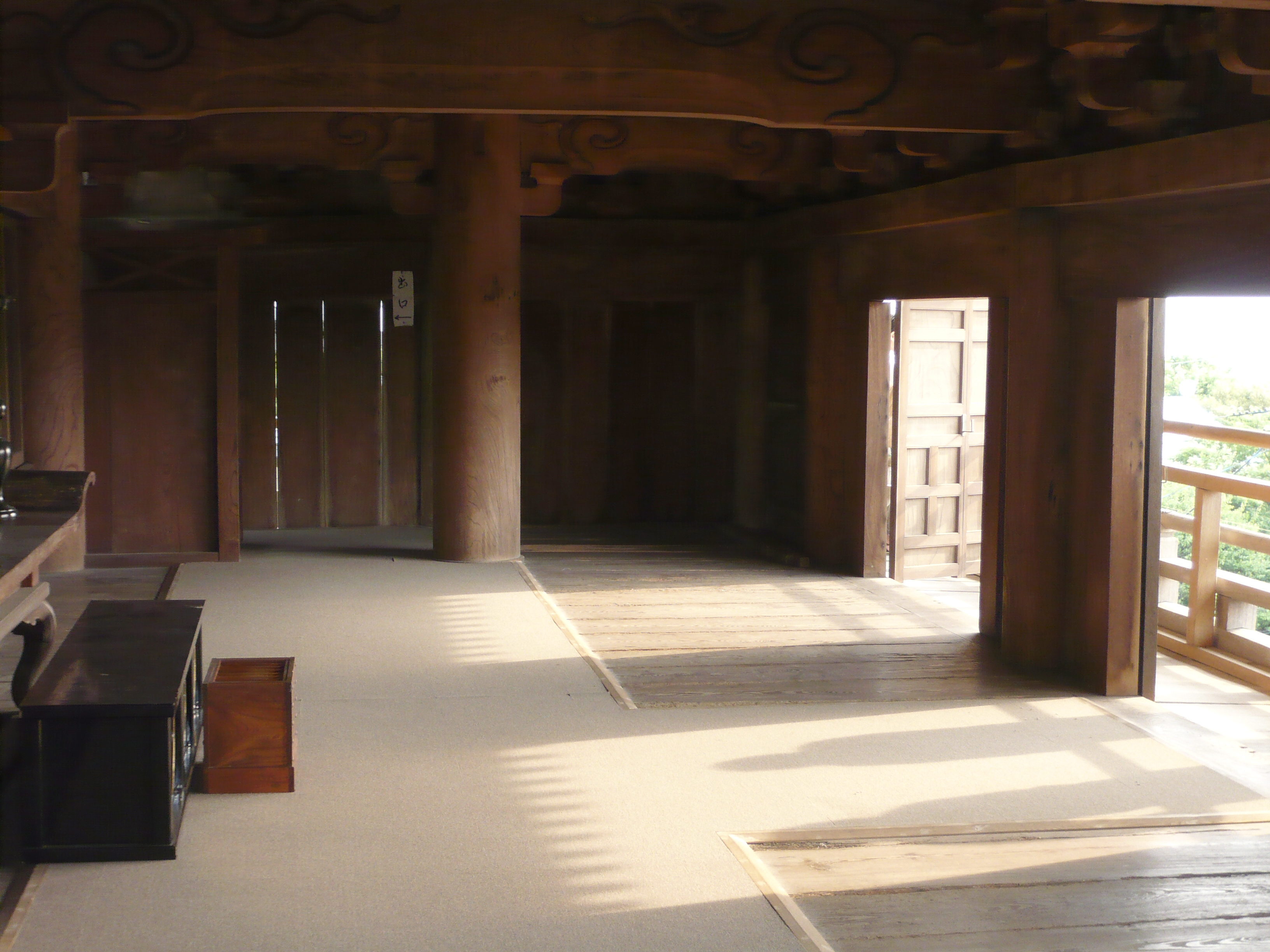
El segundo piso, salida al balcón
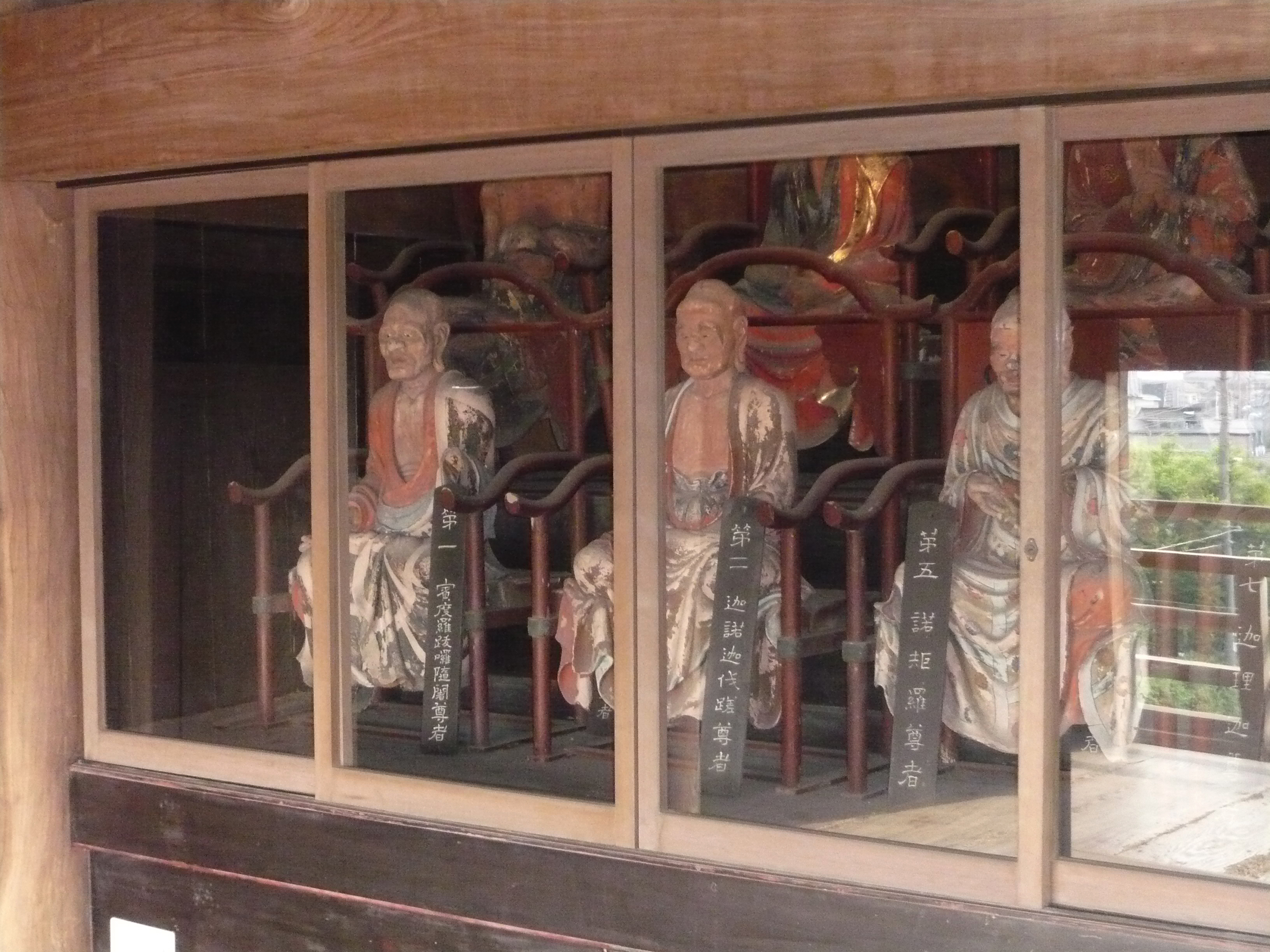
imágenes sagradas en el salón principal

## Principalessanmon
Case 1

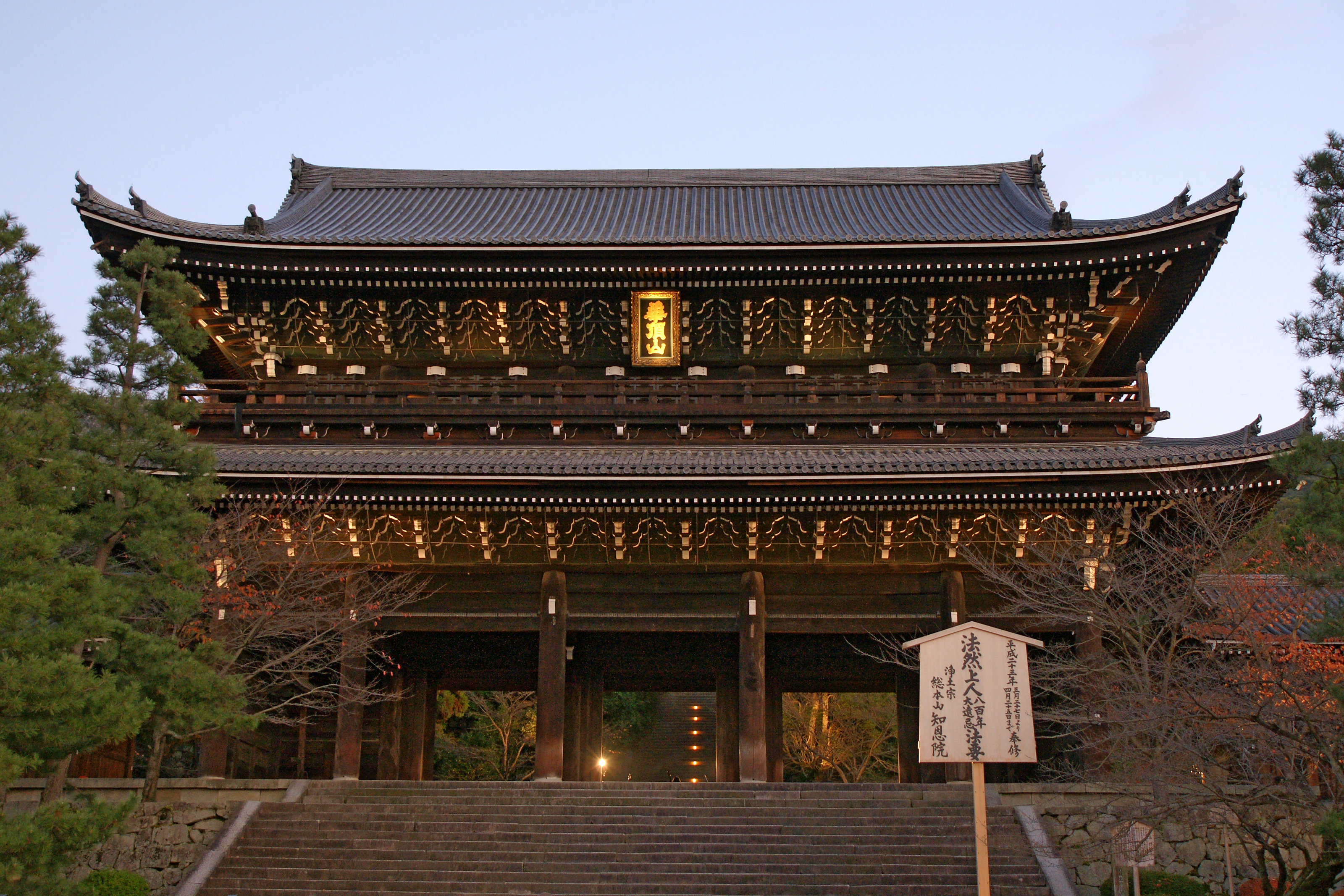
sanmon de Chion-in (Tesoro nacional de Japón)

- Sanmon de Chion-in (Kioto) - El sanmon más importante en Japón.
- Sanmon de Nanzen-ji (Kioto)
- Sanmon de Kuonji (Minobu)

Case 2
- Nandaimon de Tōdai-ji (Nara)
- Nandaimon de Hōryū-ji’s nandaimon (Ikaruga)
- Yomeimon de Tōshō-gū (Nikkō)